# Belle demoiselle
Singles de Christophe Maé
Ça fait mal 
(2007) C'est ma Terre
(2008)
Pistes de Mon paradis
Mon paradis Parce qu'on sait jamais
Belle demoiselle est le titre d'une chanson écrite en 2007 par le chanteur Christophe Maé. Cette chanson est extraite de son 1er album Mon paradis. Réinterprété par frangou en 2024.